# Niobe Friedrich
Niobe Friedrich (* 27. August 1964) ist eine ehemalige deutsche Fußballspielerin.

## Karriere

### Verein
Friedrich gehörte von 1989 bis 1991 dem FC Bayern München als Torhüterin an. In dieser Zeit bestritt sie Punktspiele in der Bayernliga, aus der sie mit ihrer Mannschaft 1990 als Bayerischer Meister hervorgegangen war. Infolgedessen nahm sie mit ihrer Mannschaft an der Endrunde um die Deutsche Meisterschaft teil, aus der sie nach dem 3:4 im Elfmeterschießen gegen die SSG 09 Bergisch Gladbach im Halbfinale ausschied.
Da ihre Mannschaft im Jahr 1990 auch den Pokal des Bayerischen Fußball-Verbandes gewann, war sie mit ihr im Wettbewerb um den nationalen Vereinspokal vertreten. Nachdem gegen den amtierenden Pokalsieger TSV Siegen im Achtelfinale ein 1:1-Unentschieden abgerungen werden konnte, wurde das notwendige Wiederholungsspiel in Siegen, das nach Verlängerung keinen Sieger fand, erst im Elfmeterschießen mit 5:3 entschieden. Mit knappen Siegen beim SC Klinge Seckach und bei Grün-Weiß Brauweiler im Viertel- bzw. Halbfinale erreichte sie mit den Bayern das Endspiel. Dieses ging am 19. Mai 1990 im Olympiastadion Berlin durch das von Martina Walter in der 20. Minute erzielte Tor mit 0:1 gegen den FSV Frankfurt verloren.
In der Saison 1990/91 spielte sie mit dem FC Bayern München in der Gruppe Süd der seinerzeit zweigleisigen Bundesliga; die Premierensaison wurde auf Platz vier unter den zehn teilnehmenden Mannschaften abgeschlossen, zu dem sie in allen 18 Saisonspielen beigetragen hatte. Im Pokalwettbewerb setzte sich ihre Mannschaft erst im Wiederholungsspiel des Achtelfinales mit 4:0 gegen den TuS Wörrstadt und im Viertelfinale mit 1:0 gegen den VfL Sindelfingen durch. Das am 5. Mai 1991 beim TSV Siegen ausgetragene Halbfinale wurde mit 0:2 verloren.
In der Saison 1991/92 bestritt sie 19 von 22 Punktspielen; an den Spieltagen 5, 14 und 16 wurde sie nicht eingesetzt.

### Nationalmannschaft
Friedrich kam für den Deutschen Fußball-Bund in zwei Länderspielen zum Einsatz. Im Turnier um den Nordamerika-Pokal debütierte sie am 7. August 1990 in Minneapolis beim 3:0-Sieg über die Nationalmannschaft der UdSSR. Zwei Tage später an selber Stätte wurde sie beim 3:2-Sieg über die Zweitvertretung der US-amerikanischen Nationalmannschaft für Manuela Goller zur zweiten Halbzeit eingewechselt.

## Erfolge
- DFB-Pokal-Finalist 1990
- Bayerischer Meister 1990
- Bayerischer Pokalsieger 1990, 1991